# آرتور ویتی
آرتور ویتی (انگلیسی: Arthur Witty؛ 1878 – ۱۹۶۹ (۹۰−۹۱ سال)) بازیکن فوتبال اهل بریتانیا بود.
از باشگاه‌هایی که در آن بازی کرده‌است می‌توان به باشگاه فوتبال بارسلونا اشاره کرد.